# Georg Ots
Georg Ots (în rusă Георг Карлович Отс, n. 21 martie 1920, Petrograd, RSFS Rusă – d. 5 septembrie 1975, Tallinn, URSS) a fost un actor și cântăreț eston de muzică pop și operă (bariton liric). A fost onorat ca Artist al Poporului din URSS în 1960, a câștigat Premiul Stalin de două ori (în 1950 și în 1952) și Premiul de Stat al URSS în 1968.

## Biografie
Georg Ots s-a născut la 21 martie 1920 la Petrograd (acum Sankt-Petersburg, Rusia). În 1938 a absolvit Liceul francez din Tallinn.
În 1939 a fost campion eston la înot pe distanța de 1500 de metri. A absolvit ca ofițer la școala militară din Tallinn. În 1940 a intrat la Institutul Tehnic din Tallinn. În 1941 a fost mobilizat în Armata Roșie. El a plecat cu o navă de la Tallinn spre Siberia via Leningrad pentru a fi admis la unitățile armatei. Pe 18 august, în apropierea insulei Hogland din Golful Finic, o bombă germană a lovit nava în care se afla. Ots a fost preluat de un dragor maritim. Din Leningrad, trenul a ajuns la gara Zirianka, la două sute de kilometri de Celeabinsk. La gară, el s-a întâlnit cu regizorul Priit Põldroos, care l-a invitat să se alăture unor ansambluri de artă estoniană din Iaroslavl, în spatele Frontului de Răsărit. La Iaroslavl, Georg a început să cânte, a studiat cântecul cu baritonul eston Aleksander Arder și a înființat un centru cultural pentru estonii evacuați. La sfârșitul lunii ianuarie 1942 a fost trimis la o unitate militară ca ofițer comandant al unui pluton antitanc.
La întoarcerea sa acasă în 1944, a avut o audiție pentru un loc la Conservatorul din Tallinn (acum Academia Estonă de Muzică și Teatru). În același timp, a devenit membru al corului Teatrului Estonia din Tallinn. Debutul său solo de operă a fost o mică parte a operei Eugene Onegin de Piotr Ilici Ceaikovski (1944). Nu a durat mult timp și a devenit unul dintre cei mai respectați cântăreți din Estonia și Finlanda și a fost, de asemenea, admirat și iubit în toată Rusia.
Ots a jucat de multe ori în numeroasele teatre de operă din fosta Uniune Sovietică, fiind îndrăgit mai ales la Teatrul Bolșoi din Moscova. Repertoriul său a inclus rolurile Evgheni Oneghin, Yeletzky, Escamillo, Renato, Don Giovanni, Papageno, Rigoletto, Iago, Porgy, Figaro, și rolul principal în opera Colas Breugnon compusă de Dmitri Kabalevski. Ots a cântat în limbile estonă, rusă, finlandeză, germană, italiană și franceză și a vorbit fluent în toate aceste șase limbi. Cel mai renumit rol al lui Ots, cu care este adesea identificat, a fost personajul principal în opera Demonul a lui Anton Rubinstein. Libretul din Demon se bazează pe celebrul poem epic al lui Mihail Lermontov, odată interzis din cauza scenariului său care implică o alianță greșită între un înger întunecat și o prințesă georgiană. Interpretarea lui Georg Ots a îngerului negru a vrăjit audiențele și a primit recenzii pozitive, făcând poemul controversat al lui Lermontov și mai faimos.
A realizat multe turnee în orașe ale URSS și în străinătate (Finlanda, Suedia, RDG, Cehoslovacia, Bulgaria, Egipt, Ungaria, România). Între 1951-1952 a fost rectorul Conservatorului din Tallinn.

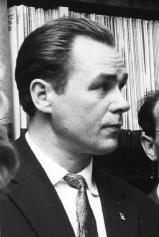
Georg Ots în 1958

Popularitatea lui Ots a culminat în 1958 odată cu lansarea filmului sovietic produs de studioul Lenfilm Mister Iks, bazat pe opereta lui Imre Kalman Die Zirkusprinzessin (Prințesa circului). Ots a jucat, de asemenea, un rol principal în filmul Între Trei Plăgi, un film bazat pe un roman istoric al lui Jaan Kross, care prezintă viața lui Balthasar Russow, un distins scriitor și cronicar eston. Lui Ots i-a plăcut să interpreteze melodii compuse de către Modest Petrovici Musorgski, Piotr Ilici Ceaikovski și alți câțiva compozitori ruși și a fost, de asemenea, un interpret devotat de cântece populare estone. Vocea lui a fost auzită la radio și televiziune în toată Uniunea Sovietică și toate înregistrările sale au fost vândute aproape imediat.
În 1972, i-a fost descoperită o tumoare pe creier. El a suferit opt operații, amputarea ochiului, dar a continuat să lucreze aproape până la sfârșitul vieții sale. După moartea sa din 1975, cauzată de o tumoare pe creier, Școala de Muzică din Tallinn a fost numită după el (acum Georg Otsa nimeline Tallinna Muusikakool). În 1997, oamenii de știință ruși au dat numele unei planete minore nou descoperite, 3738 Ots (1977 QA1).
Georg Ots a fost căsătorit de trei ori (cu Margot, Asta și Ilona Ots) și a avut două fiice, un fiu (fiica Ülle și fiul Ülo cu Asta Ots; iar fiica Mariann cu Ilona Ots) și doi fii adoptați (Hendrik și Jüri).